# 孫會
孫會（281年—301年），西晋琅琊郡（治所在今山东省临沂市）人，父亲孙秀。
孙秀辅佐赵王司马伦，篡夺朝政。孙会担任射声校尉，形体短小相貌丑陋，就像下层作奴仆杂役的人。300年十月，孙秀让孙会娶了晋惠帝的女儿河东公主。301年，司马伦篡位称帝，孙秀任中书令。成都王司马颖等人起兵反对司马伦。三月，司马伦派遣孙会督率将军士猗、许超带领三万宿卫兵来抵御司马颖。四月，司马颖所部前锋到达黄桥，被孙会、士猗、许超的军队打败，死伤一万多人。司马伦奖赏黄桥之战的有功之人，士猗、许超与孙会都可以持节发号施令。因此政令不统一，而且轻敌没有设防备战。司马颖采纳卢志、王彦的建议，带领所属各支兵马袭击孫會等人的军队。孙会等人惨败，临阵丢下军队向南逃跑。司马颖乘胜渡过黄河。四月初七，左卫将军王舆和尚书广陵公司马漼，带领七百多兵士从南掖门进入皇宫，在中书省杀死孙秀、孙会、许超、士猗。